# 老家站
老家站是一个京哈线上的铁路车站，位于吉林德惠市三胜乡，建于1904年，邮政编码130301，该站在铁路站段合并中已经撤销。撤销前为四等站。